# 草濫
草濫，是基隆市七堵區的一個地名，位於該區南部。

## 歷史
台灣清治末期至日治前期，草濫地區為一街庄，稱為「草濫庄」，隸屬於石碇堡。草濫庄北與七堵庄、八堵庄為鄰，東與暖暖街為鄰，南邊為姜仔藔庄，西邊為六堵庄。
1901年（明治三十四年）11月，草濫庄隸屬於基隆廳，編入第十八區。1905年（明治三十八年）7月，第十八區改名「五堵區」。1920年（大正九年），草濫庄改制為「草濫」大字，隸屬於臺北州基隆郡七堵庄，大字下有「拔西猴」、「小坑」、「後旦旦」、「草埔湳」小字名。
戰後七堵庄改制為七堵鄉，隸屬於臺北縣，大字亦改制為村。1947年1月，七堵鄉劃歸基隆市並改稱七堵區，村改制為里。1949年2月，暖暖、七堵分治，草濫仍屬七堵區。

## 交通
台鐵縱貫線大致以東北－西南走向經過草濫西北端，境內並未設站，但七堵車站離此不遠。
台5線經過草濫中部，往東可前往基隆市區，往西可前往汐止、南港、台北市區。

## 學校
- 基隆市七堵區華興國民小學